# Copa Julio Roca 1971
Copa Julio Roca 1971 - turniej towarzyski o puchar Julio Roca odbył się po raz dziesiąty w 1971 roku. W turnieju uczestniczyły zespoły: Brazylii i Argentyny.

## Mecze
| 28 lipca Buenos Aires |  | Argentyna | 1 | - | 1 | Brazylia |

| 31 lipca Buenos Aires |  | Argentyna | 2 | - | 2 (1-1), po dogrywce | Brazylia |

## Końcowa tabela
| M | Reprezentacja | L.m. | Zw. | Rem. | Por. | Bramki | R.br. | Pkt |
| 1 | Argentyna     | 2    | 0   | 2    | 0    | 3:3    | 0     | 2   |
| 1 | Brazylia      | 2    | 0   | 2    | 0    | 3:3    | 0     | 2   |

Triumfatorem turnieju Copa Julio Roca 1971 zostały zespoły:Argentyny i Brazylii.